# Литвиновы
Литвиновы — белорусские, русские и украинские дворянские роды.
В Гербовник внесены две фамилии Литвиновых:
1. Литвиновы, жалованные поместьями в 1651 году (Герб. Часть IV. № 107).
2. Литвиновы, писанные по дворянским верстанным книгам в 1676 году (Герб. Часть X. № 79)[1].

При подаче документов (16 февраля 1687) для внесения рода в Бархатную книгу, была предоставлена родословная роспись Литвиновых.
Два из них восходят к XVII веку и внесены в VI часть родословной книги: один — по Пензенской губернии (Гербовник, IV, 107), другой — по Курской губернии (Гербовник, X, 79), третий — по Гродненской губернии, а четвёртый — по Киевской губернии и Черниговской губернии

## Известные представители
- Литвинов Иван Прокофьевич — воевода в Касимове (1651—1653).
- Литвинов Богдан — дьяк, воевода в Терках (1658—1659).
- Литвинов Моисей — приказчик, воевода в Ирбите (1662)[7].
- Литвинов, Александр Иванович (1853—1932) — русский генерал.

## Описание гербов
|  | ОГ IV, 107 В щите, имеющем голубое поле, диагонально к правому нижнему углу изображена серебряная полоса с положенными на ней тремя чёрными шарами. Щит увенчан обыкновенным дворянским шлемом с дворянскою на нём короною и тремя страусовыми перьями. Намёт на щите голубой, подложенный серебром. Герб внесён Общий гербовник дворянских родов Российской империи, ч. 4, 1-е отд., с. 107. |
|  | ОГ X, 79 В щите, имеющем голубое поле, изображены серебряные крест и под ним крестообразно две стрелы, остриями вниз обращённые. Щит увенчан дворянским шлемом и короной. Намёт на щите голубой, подложен серебром. Герб внесён в Общий гербовник дворянских родов Российской империи, часть 10, стр. 79.                                                                                     |